# Georges Sarre
Georges Sarre (ur. 26 listopada 1935 w Chénérailles, zm. 31 stycznia 2019 w Paryżu) – francuski polityk, działacz socjalistyczny, parlamentarzysta krajowy i europejski, lider Ruchu Obywatelskiego i Republikańskiego (MRC).

## Życiorys
Pracował jako inspektor w PTT, rządowej instytucji zarządzającej pocztą, telekomunikacją oraz komunikacją telegraficzną. W 1964 wstąpił do socjalistycznej partii SFIO, założył też socjalistyczny związek zawodowy pracowników pocztowych współpracujący z tym ugrupowaniem. W 1966 razem z Jeanem-Pierre'em Chevènementem znalazł się wśród twórców lewicowego centrum badawczego CERES. W 1969 wraz z SFIO dołączył do nowo powołanej Partii Socjalistycznej, w ramach PS należał do działaczy wspierających François Mitterranda.
W 1971 po raz pierwszy został wybrany na radnego Paryża. Ponownie wchodził w skład rady francuskiej stolicy w 1977, 1983, 1989, 1995, 2001 i 2008. Przez kilkanaście lat kierował w radzie Paryża frakcją socjalistyczną. W 1979 uzyskał mandat deputowanego do Parlamentu Europejskiego I kadencji, który wykonywał do 1981.
W 1981 został wybrany z ramienia socjalistów w skład Zgromadzenia Narodowego VII kadencji w jednym z okręgów paryskich. Reelekcję uzyskiwał w wyborach w 1986, 1988, 1993 i 1997. Od 1988 do 1993 zajmował stanowisko sekretarza stanu ds. transportu drogowego i rzecznego w rządach, którymi kierowali Michel Rocard, Édith Cresson oraz Pierre Bérégovoy.
Na początku lat 90. dołączył do Jeana-Pierre'a Chevènementa, który opuścił Partię Socjalistyczną i tworzył kolejne inicjatywy polityczne, zakończone powołaniem Ruchu Obywatelski i Republikański. W ich ramach Geoges Sarre był przewodniczącym Ruchu Obywatelskiego (2001–2002) oraz pierwszym sekretarzem MRC (2004–2008), a następnie przewodniczącym rady krajowej ruchu.
W międzyczasie, w latach 1995–2008, sprawował urząd mera 11 dzielnicy Paryża. W wyborach prezydenckich w 2002 wsparł swojego politycznego sojusznika Jeana-Pierre'a Chevènementa, w tym samym roku nie został ponownie wybrany w wyborach parlamentarnych. Bezskutecznie kandydował do Zgromadzenia Narodowego również w 2007. Od 2008 do 2010 był zastępcą mera Paryża.